# Longue course
 (août 2012).
Si vous disposez d'ouvrages ou d'articles de référence ou si vous connaissez des sites web de qualité traitant du thème abordé ici, merci de compléter l'article en donnant les références utiles à sa vérifiabilité et en les liant à la section « Notes et références ».
Longue course se dit d'un moteur à piston dont la course (le déplacement du piston) est supérieure à l'alésage (le diamètre du cylindre).

## Description

Courses courte, de moteur carré, et longue.

Le moteur à longue course a l'inconvénient d'avoir une vitesse linéaire du piston plus élevée qu'un moteur carré ou supercarré à régime égal, et s'adapte donc moins bien aux hauts régimes, donc aux hautes puissances.
En revanche, il se remplit bien à bas régime, et permet une conduite sur le couple.
Historiquement, les moteurs ont été au début à longue course, et ils sont actuellement majoritairement carrés ou supercarrés, mais il existe encore des moteurs longue course (certains Diesel, les moteurs Bentley Mulsanne, les moteurs de moto Harley-Davidson).

## Différents noms selon le rapport course-alésage
Un moteur dont la course et l'alésage sont de dimensions identiques est appelé « moteur carré ». Un exemple marquant est constitué par le moteur FA20, développé par Subaru mais dont les plans ont été adaptés et réutilisés par Porsche et Toyota : il a pour cotes 86 × 86 mm, soit un alésage de 86 mm et une course de 86 mm également.
Par opposition au moteur longue course, un moteur dont l'alésage est supérieur à la course est appelé moteur « course courte » ou « supercarré ».